# Реовирусы
Реови́русы (лат. Reoviridae, от англ. respiratory enteric orphan viruses) — семейство сферических вирусов, объединяющих вирусы человека, животных, растений, членистоногих, геном которых состоит из сегментированной двуцепочечной РНК. Реовирусы покрыты двухслойной белковой оболочкой, строение которой варьирует у различных представителей семейства.

## Описание
Обнаружены в 1959 году. Вирусные частицы имеют диаметр 60—80 нм, просто устроенные, так как нет суперкапсида, содержат белки формирующие шипы на поверхности VP4, VP7, в сердцевине — VP1, 2, 3, 6, каждый из которых играет важную роль в взаимодействии с клеткой. Размножаются в цитоплазме. Реовирусы необычайно устойчивы. Сохраняют инфекционные свойства при −20 °C около 2 лет, 4 °C — более 70 дней, 37 °C — 15—20 дней. Устойчивы к эфиру, кислотам, формалину. Реовирусы поражают молодняк животных.

## Классификация
По данным Международного комитета по таксономии вирусов (ICTV), на март 2017 года в семейство включают 15 родов, объединённых в 2 подсемейства:
- Подсемейство Sedoreovirinae (от лат. sedes — основание) — с гладкой поверхностью капсида[6]
  - Род Cardoreovirus (1 вид)
  - Род Mimoreovirus — Мимореовирусы[6] (1 вид)
  - Род Orbivirus — Орбивирусы[2] (22 вида)
  - Род Phytoreovirus (3 вида)
  - Род Rotavirus — Ротавирусы (9 видов)
  - Род Seadornavirus (3 вида)
- Подсемейство Spinareovirinae (от лат. spina — шип) — с выступами на вершинах капсида[6]
  - Род Aquareovirus — Аквареовирусы[6] (7 видов)
  - Род Coltivirus — Колтивирусы[2] (2 вида)
  - Род Cypovirus — Циповирусы[6] (16 видов)
  - Род Dinovernavirus — Диновернавирусы[6] (1 вид)
  - Род Fijivirus (9 видов)
  - Род Idnoreovirus — Иднореовирусы[6] (5 видов)
  - Род Mycoreovirus (3 вида)
  - Род Orthoreovirus — Ортореовирусы[2] (6 видов)
  - Род Oryzavirus (2 вида)